# Micropsectra serrata
Micropsectra serrata är en tvåvingeart som beskrevs av Reiss 1989. Micropsectra serrata ingår i släktet Micropsectra och familjen fjädermyggor.
Artens utbredningsområde är Mongoliet. Inga underarter finns listade i Catalogue of Life.